# Torymus ruschkai
Torymus ruschkai är en stekelart som först beskrevs av Hoffmeyer 1929.  Torymus ruschkai ingår i släktet Torymus och familjen gallglanssteklar. Arten är reproducerande i Sverige. Inga underarter finns listade i Catalogue of Life.